# Necydalis inermis
Necydalis inermis là một loài bọ cánh cứng trong họ Cerambycidae.